# Deutsche Rasenbinse
Die Deutsche Rasenbinse (Trichophorum cespitosum subsp. germanicum) ist eine Unterart aus der Gattung der Rasenbinse (Trichophorum cespitosum) innerhalb der Familie der Sauergrasgewächse (Cyperaceae). Sie ist eine kennzeichnende Pflanze nährstoffarmer Moore, von Feucht- und Moorheiden sowie von Moorwäldern. Charakteristisch ist die meist igelförmige Gestalt ihrer Horste.

## Beschreibung

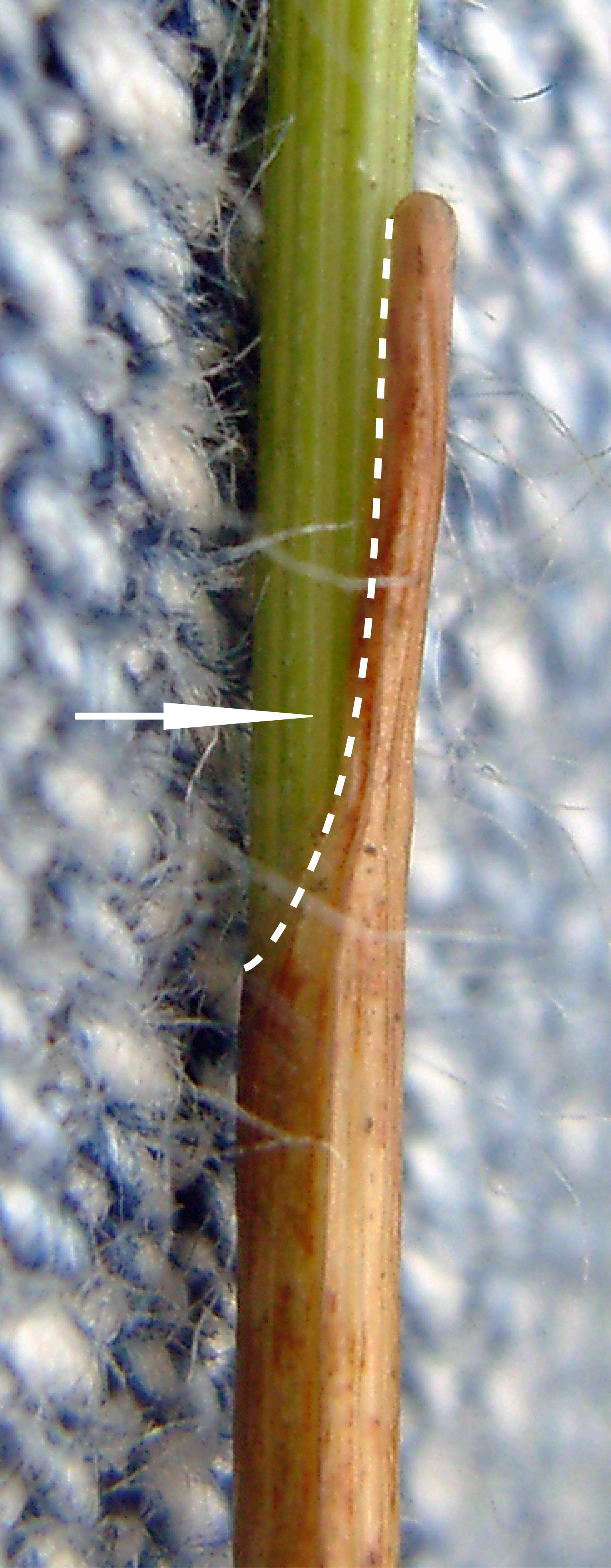
Blattscheide mit Blattrest

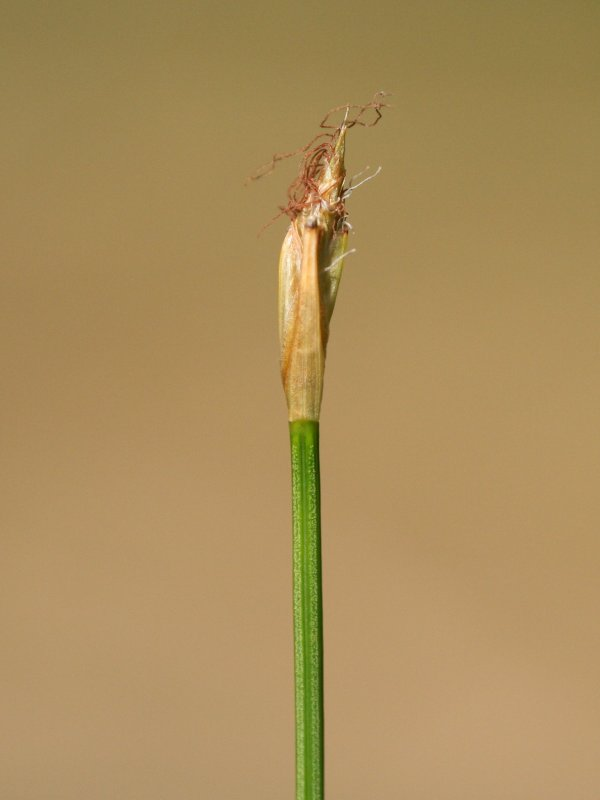
Detail des Blütenstandes und Vorblatt

### Vegetative Merkmale
Die Deutsche Rasenbinse ist eine ausdauernde, krautige Pflanze, die Wuchshöhen von 5 bis 60 Zentimeter erreicht. Dieser Hemikryptophyt bildet kleine bis mittelgroße, dichte, starre Horste, die ihrerseits dichte Rasen bilden können; es werden keine Ausläufer gebildet. Der Stängelgrund ist rundlich bis dreikantig-rundlich. Die grundständigen Blattscheiden sind lederbraun und glänzend. Die Stängel wachsen starr aufrecht oder schräg aufwärts, zur Fruchtzeit teilweise übergebogen. Die Stängel sind im Querschnitt rund, glatt und grün bis dunkelgrün.
Die Blattscheiden der unteren Blätter sind meist ohne Blattspreite. Die oberste Blattscheide ist schief abgeschnitten und gegenüber dem Ansatz der Blattspreite mehr als 2 Millimeter tief ausgerandet. Die 1 Millimeter breite oberste Blattspreite ist etwa zweimal so lang wie der Ausschnitt tief ist (siehe Bilde links). Die Blatthäutchen (Ligulae) sind sehr kurz.

### Generative Merkmale
Die Blütezeit reicht von Mai bis Juli, selten später. Die ein bis zwei Hüllblätter sind den Spelzen ähnlich und etwa so lang wie der Blütenstand. Der Blütenstand besteht aus einem einzigen, endständigen, aufrechten Ährchen. Die Ährchen sind bei einer Länge von 5 bis 10 Millimetern verkehrt-eiförmig oder länglich bis keulenförmig und enthalten drei bis zwanzig Blüten. Die Blüten enthalten drei Staubblätter und drei Narben.
Die Hauptachse der Ährchen, die Ährchenspindel, ist nach dem Abfallen der Früchte etwa 3 Millimeter lang. Die Spelzen sind länglich lanzettlich, spitz, 3 bis 4 Millimeter lang, gelb bis rotbraun, mit grünem Kiel und Hautrand. Die fünf bis sechs Blütenhüllborsten (Perigon) sind meist deutlich länger als die Frucht.
Die bei Reife grau- bis gelb-braune Karyopse ist bei einer Länge von 1,5 bis 2 Millimetern abgeflacht dreikantig und verschmälert sich zum oberen Ende hin.
Die Chromosomenzahl beträgt 2n = 104.

### Verwechslungsmöglichkeiten

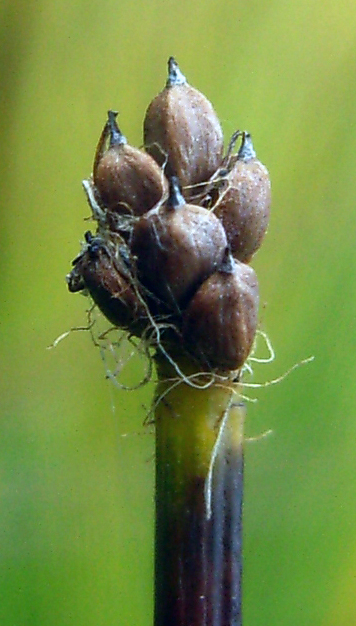
Fruchtstand

Rasenbinsen (Trichophorum) sind generell in der äußeren Gestalt den Sumpfbinsen (Eleocharis) ähnlich. Sie besitzen jedoch im Gegensatz zu diesen eine deutliche, wenn auch kurze Blattspreite an der obersten Blattscheide.
Sehr ähnlich ist die andere Unterart Gewöhnliche Rasenbinse (Trichophorum cespitosum subsp. cespitosum). Ihre oberste Blattscheide ist gegenüber dem Ansatz der Blattspreite nur etwa 1 Millimeter tief ausgerandet. Die oberste Blattspreite ist etwa fünfmal so lang wie der Ausschnitt tief ist. Das endständige Ährchen ist 5 bis 6 Millimeter lang; die Ährchenspindeln sind nach dem Abfallen der Früchte 2 Millimeter lang oder länger.
Die Hybride zwischen beiden Unterarten ist:
- Trichophorum cespitosum nothosubsp. foersteri G.A.Swan (Syn.: Trichophorum x foersteri (G.A.Swan) D.A.Simpson): Sie wurde in Deutschland in Niedersachsen und in Nordrhein-Westfalen beobachtet.[4]

## Verbreitung
Die Deutsche Rasenbinse kommt ausschließlich im Westen Europas, namentlich in Portugal, Spanien, Frankreich, Belgien, den Niederlanden, Deutschland, Dänemark (inkl. Färöer), Großbritannien (einschließlich Shetland-Inseln und Hebriden), Irland, Norwegen und Schweden vor. Sie wird nach Süden, Norden und Osten durch die Gewöhnliche Rasenbinse ersetzt.
Ihr Gesamtareal wird mit 100.000 bis eine Million km² angegeben. Der Arealanteil in Deutschland beträgt 10 bis 33 Prozent. Hier ist sie im Nordschwarzwald, im Harz und im Norddeutschen Tiefland nachgewiesen. Die Bundesrepublik stellt den südöstlich äußeren Rand ihres kontinuierlich besiedelten Areals dar.

## Standortbedingungen
Die Deutsche Rasenbinse ist eine Lichtpflanze; sie wächst optimal in vollem Licht und erträgt nur bedingt eine Beschattung. Ihr ökologischer Schwerpunkt liegt auf nassen, zum Teil überschwemmten, stark sauren, sehr stickstoffarmen Moorböden sowie Anmoor. Sie ist nicht salzertragend. Ferner ist sie ein Mäßigwärmezeiger. Die Deutsche Rasenbinse hat einen Schwergewicht in submontan-temperaten Bereichen des westlichen Europa mit ozeanischem Klima. Ihr ökologisches Verhalten lässt sich anhand der Zeigerwerte nach Ellenberg folgendermaßen klassifizieren: L-8, T-5, K-2, F-9, R-1, N-1, S-0.
Die ökologischen Zeigerwerte nach Landolt et al. 2010 sind in der Schweiz: Feuchtezahl F = 4w+ (sehr feucht aber stark wechselnd), Lichtzahl L = 4 (hell), Reaktionszahl R = 1 (stark sauer), Temperaturzahl T = 3 (montan), Nährstoffzahl N = 1 (sehr nährstoffarm), Kontinentalitätszahl K = 1 (ozeanisch).
Bei der Deutschen Rasenbinse handelt es sich um einen sogenannten Konkurrenz-Stress-Strategen. Pflanzentaxa dieser Gruppe sind ausdauernde konkurrenzstarke Arten auf Standorten mit mindestens einem im Minimum oder Maximum befindlichen ökologischen Faktor (Stress). Hierzu gehören beispielsweise Sumpfpflanzen, Pflanzen an Trockenstandorten oder hochwüchsige Gebirgspflanzen, welche mit den extremen Bedingungen ihrer Standorte zurechtkommen und damit einen Konkurrenzvorteil gegenüber anderen Pflanzen haben.
Charakteristisch für die Deutsche Rasenbinse – und viele andere Hochmoorpflanzen – ist ein effektiver interner Nährstoffkreislauf. Dabei werden die für den Aufbau der oberirdischen Pflanzenteile benötigten Nährstoffe schon während der Samenbildung in die Sprossbasis zurückverlagert. In der folgenden Vegetationsperiode kann dieser Vorrat ohne Verluste mobilisiert werden. Ferner verhindern eine intensive Durchwurzelung der oberen Bodenschichten sowie die sehr eng stehenden Pflanzenexemplare eine Ausschwemmung der aus abgestorbenen Pflanzenteilen stammenden Nährstoffe.

## Ökologie
Die Deutsche Rasenbinse bildet mit Pilzen eine sogenannte Mykorrhiza aus. Diese Lebensgemeinschaft erlaubt ihr eine bessere Aufnahme der spärlichen Bodennährstoffe. Die Deutsche Rasenbinse ist windblütig (Anemophilie), ihre Samen werden ebenfalls über den Wind verbreitet (Anemochorie).

## Vergesellschaftung
Pflanzensoziologisch ist die Deutsche Rasenbinse die Kennart der Assoziation Sphagno compacti-Trichophoretum germanici (Oberd. 1938) Bartsch 1940 em. Dierßen 1975 (zu Deutsch: Rasenbinsen-Anmoor) innerhalb der Glockenheide-Feuchtheide-Gesellschaften (Verband Ericion tetralicis). Kennzeichnende Arten dieser Pflanzengesellschaften sind Torfmoose wie Sphagnum compactum, Sphagnum tenellum, ferner Glockenheide (Erica tetralix), Gelbe Moorlilie (Narthecium ossifragum), Schmalblättriges Wollgras (Eriophorum angustifolium), Blaues Pfeifengras (Molinia caerulea) und Moor-Birke (Betula pubescens). Stete Begleiter sind weitere Heidekrautgewächse wie Gewöhnliche Moosbeere (Vaccinium oxycoccos), Rausch- und Heidelbeere (Vaccinium uliginosum, Vaccinium myrtillus) sowie das Scheiden-Wollgras (Eriophorum vaginatum).

## Taxonomie und Etymologie
Die Deutsche Rasenbinse wurde 1897 von Eduard Palla in Berichte der Deutschen Botanischen Gesellschaft, Band 15, S. 468 als Art Trichophorum germanicum erstbeschrieben. Die Art wurde 1908 von Gustav Hegi in Illustrierte Flora von Mittel-Europa, Band 2, S. 25 als Unterart Trichophorum cespitosum subsp. germanicum (Palla) Hegi zur Art Trichophorum cespitosum gestellt.
Der Gattungsname Trichophorum geht etymologisch auf den nach der Reifezeit mit einem feinen Schopf von Wollhaaren besetzen Fruchtstand zurück und leitet sich von den altgriechischen Wörtern thríx, Genitiv trichós und gr. -phóros ab. Einen solchen „Wollschopf“ (Peristom) trägt jedoch nur die Alpen-Rasenbinse (Trichophorum alpinum) und zeigt die nahe Verwandtschaft zur Gattung der Wollgräser (Eriophorum). Die Blütenhülle ist bei den übrigen Arten der Gattung Trichophorum zu feinen Borsten reduziert. Das Artepithetum cespitosum stammt aus dem lateinischen caespēs Gen. caespitis und wird mit „rasenbildend“ übersetzt. Die Bezeichnung für die Unterart germanicum leitet sich schließlich vom Areal Deutschland ab.

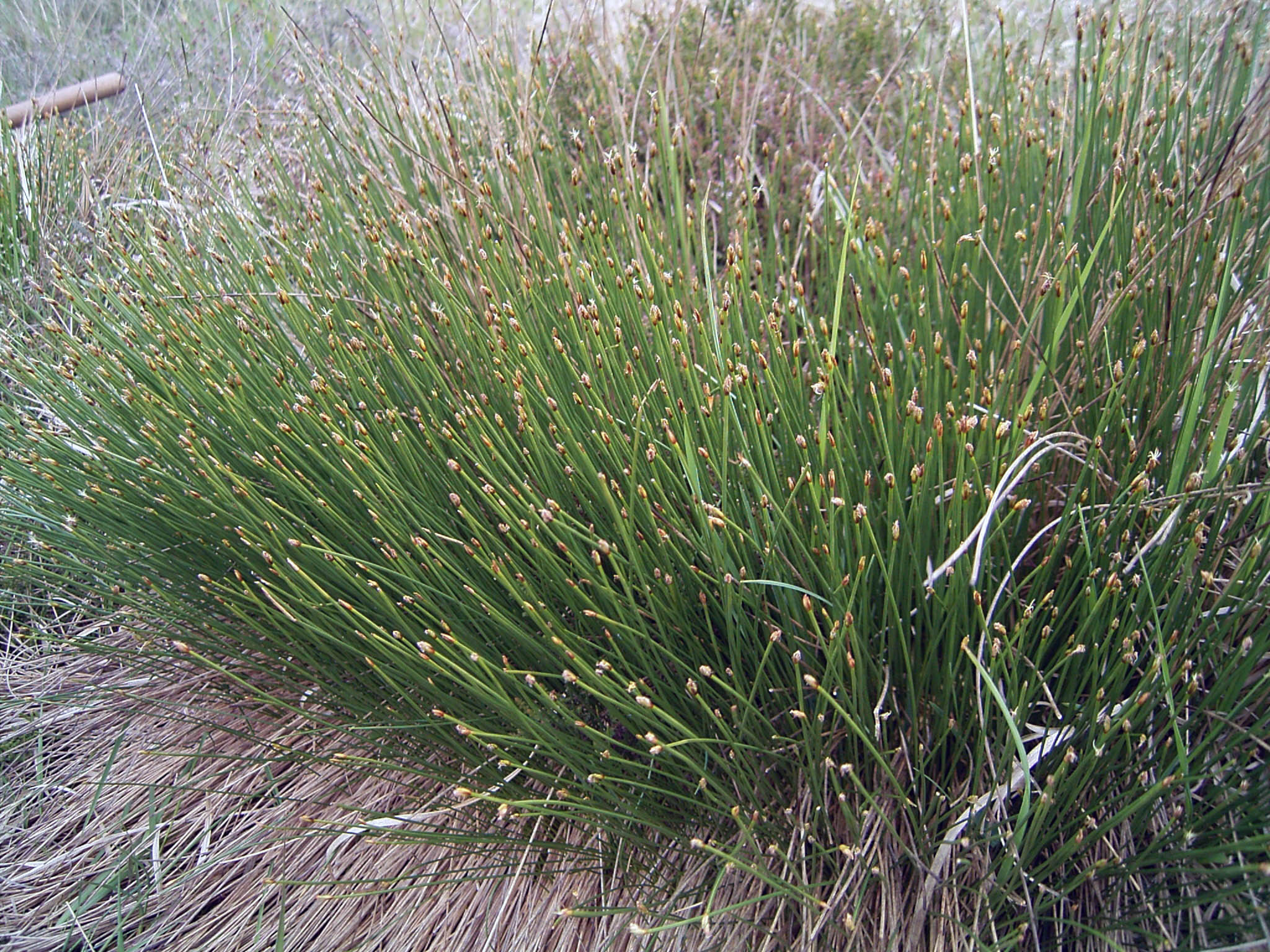
Horst der Deutschen Rasenbinse in einem Hochmoor-Naturschutzgebiet in Nordwestdeutschland

## Gefährdung und Schutz
Die Deutsche Rasenbinse ist europaweit ungefährdet und genießt keinen gesonderten gesetzlichen Schutz. In Deutschland ist sie jedoch als „gefährdet“ eingestuft (Gefährdungskategorie 3). In Hamburg und Mecklenburg-Vorpommern gilt die Deutsche Rasenbinse als „vom Aussterben bedroht“ (Gefährdungskategorie 1). In Brandenburg und Berlin ist sie inzwischen „ausgestorben“ (Gefährdungskategorie 0).
In Nordwestdeutschland ist die Deutsche Rasenbinse besonders durch die Kultivierung von Moorheiden stark zurückgegangen. In größeren Populationen wächst sie nur noch in einigen Naturschutzgebieten; kleine Restbestände finden sich meist noch an Waldwegen und -rändern im Bereich aufgeforsteter Heiden.